# نينا بونوماريوفا
نينا بونوماريوفا (الروسية: Нина Пономарёва) (مواليد 27 أبريل 1929 في يكاترينبورغ - 19 أغسطس 2016)، هي رامية قرص روسية وأول بطلة أولمبية سوفيتية.

## روابط خارجية
- نينا بونوماريوفا على موقع الاتحاد الدولي لألعاب القوى (الإنجليزية)
- نينا بونوماريوفا على موقع أوليمبيديا (الإنجليزية)